# Phil Keoghan
Philip John „Phil” Keoghan (ur. 31 maja 1967 w Lincoln w Nowej Zelandii) – nowozelandzki prezenter telewizyjny, znany głównie jako gospodarz amerykańskiej wersji programu The Amazing Race. Jest także twórcą i prowadzącym No Opportunity Wasted oraz ośmiokrotnym laureatem Nagrody Emmy.

## Życiorys
Urodził się w mieście Lincoln w Nowej Zelandii, ale większość swojego dzieciństwa spędził na Antigui i w Kanadzie. Studiował na St Andrew's College w Christchurch.
W wieku dziewiętnastu lat pomyślnie przeszedł przesłuchanie na prowadzącego dziecięcy program Spot On w nowozelandzkiej telewizji. Wcześniej ukończył praktyki na operatora telewizyjnego. Po zakończeniu programu został reporterem That's Fairly Interesting. Postanowił jednak spróbować swoich sił za granicą i wyjechał do Stanów rozwijać swoją dalszą karierę. W 1996 r. został reporterem FOX After Breakfast. Cztery lata później w trakcie przygotowań do programu Survivor rozważano jego wybór na prowadzącego. W 2001 r. został gospodarzem The Amazing Race, za co otrzymał nominację do Nagrody Emmy.
W swojej książce, No Opportunity Wasted ujawnił, że po tym, jak w wieku dziewiętnastu lat otarł się o śmierć postanowił żyć pełnią życia i realizować najbardziej egzotyczne cele. Od tego czasu pobił światowy rekord w skokach na bungee, nurkował w najdłuższych podwodnych jaskiniach świata, jadł posiłek na szczycie wybuchającego wulkanu, a pod wodą odnowił swoją przysięgę małżeńską. Goszcząc w programie The Oprah Winfrey Show ujawnił prowadzącej listę rzeczy, które chce zrobić przed śmiercią.
Między 28 marca, a 9 maja 2009 r. wziął udział w rowerowym „Rajdzie przez Amerykę”, podczas którego wspólnie z kilkoma organizacjami zbierał pieniądze na badania sklerozy. Podróż z Los Angeles do Nowego Jorku liczyła 3500 mil. Keoghan razem z innymi rowerzystami dziennie pokonywał średnio sto mil; po drodze zatrzymał się w 39 miastach, wziął udział w różnych wydarzeniach i castingu do piętnastej edycji The Amazing Race. Ostatecznie cała akcja przyniosła 500 000 dolarów zysku, z czego 400 000 zebrano podczas jazdy. 3 lutego 2011 r. miał premierę film dokumentalny The Ride nakręcony przez Keoghana, w którym opowiedział o podróży przez Amerykę.
Wkrótce po tym, jak silne trzęsienie ziemi nawiedziło Christchurch w lutym 2011 r. Keoghan przybył do rodzinnego miasta, by upewnić się, że jego rodzina jest bezpieczna i nagrać materiał do programu The Early Show za pośrednictwem którego, prosił widzów o wsparcie nowozelandzkiego Czerwonego Krzyża.
W tym samym czasie nagrał też dla linii lotniczych Air New Zealand film instruktażowy dotyczący bezpieczeństwa.
W czerwcu 2010 r. ogłoszono, że Keoghan będzie gospodarzem i producentem nowego reality show VELUX 5 Oceans Race.

## Życie prywatne
Obecnie mieszka w Los Angeles razem z żoną Louise i córką Elle. Rodzina posiada też dwa domy w Nowej Zelandii (w Matarangi i w Westport).
Ojciec Phila, dr John Keoghan jest naukowcem i zajmuje się m.in. ochroną środowiska w Nowej Zelandii. Gościnnie pojawił się w trzynastej edycji The Amazing Race, kiedy zawodnicy zawitali do Nowej Zelandii.
Jego brat, Andrew Keoghan również był reporterem nowozelandzkiej telewizji, a teraz z powodzeniem występuje jako jazzowy piosenkarz. Z kolei ich siostra Ruth Keoghan Cooper jest specjalistką od ćwiczeń i rozwoju dla kobiet, które chcą łączyć karierę z życiem macierzyńskim.